# Romani
Romani (muerto después de 1714) fue un aventurero francés involucrado en el conocido como asunto de los venenos.

## Biografía
Romani, descrito como una persona con grandes habilidades para el disfraz y la persuasión, era el prometido de Marguerite Monvoisin, hija de Catherine Monvoisin, conocida como La Voisin. Romani terminó su relación con Marguerite al descubrir que se había quedado embarazada de otro hombre poco después del compromiso.
Romani fue acusado de haber conspirado con La Voisin, de quien era amante, para matar a María Angélica de Fontanges mediante un par de guantes envenenados, mientras trabajaba como ayudante de cámara de una de las damas de la corte. Se afirmó también que Romani había planeado el asesinato del rey Luis XIV mediante la entrega de una petición impregnada de veneno, siendo implicado en el intento de regicidio por Marguerite Monvoisin, quien lo describió como un envenenador y maestro del disfraz.
Romani fue condenado a cadena perpetua mediante lettre de cachet en el Château de Besançon, permaneciendo encadenado a la pared durante su encarcelamiento. La fecha de su muerte es desconocida. La última mención que se hace de Romani data de 1714, cuando uno de sus compañeros de prisión lo desencadenó, siendo castigado por este acto.